# Дезедан (Белуно)
Дезедан (итал. Desedan) је насеље у Италији у округу Белуно, региону Венето.
Према процени из 2011. у насељу је живело 77 становника. Насеље се налази на надморској висини од 434 м.